# Illa de la Discòrdia

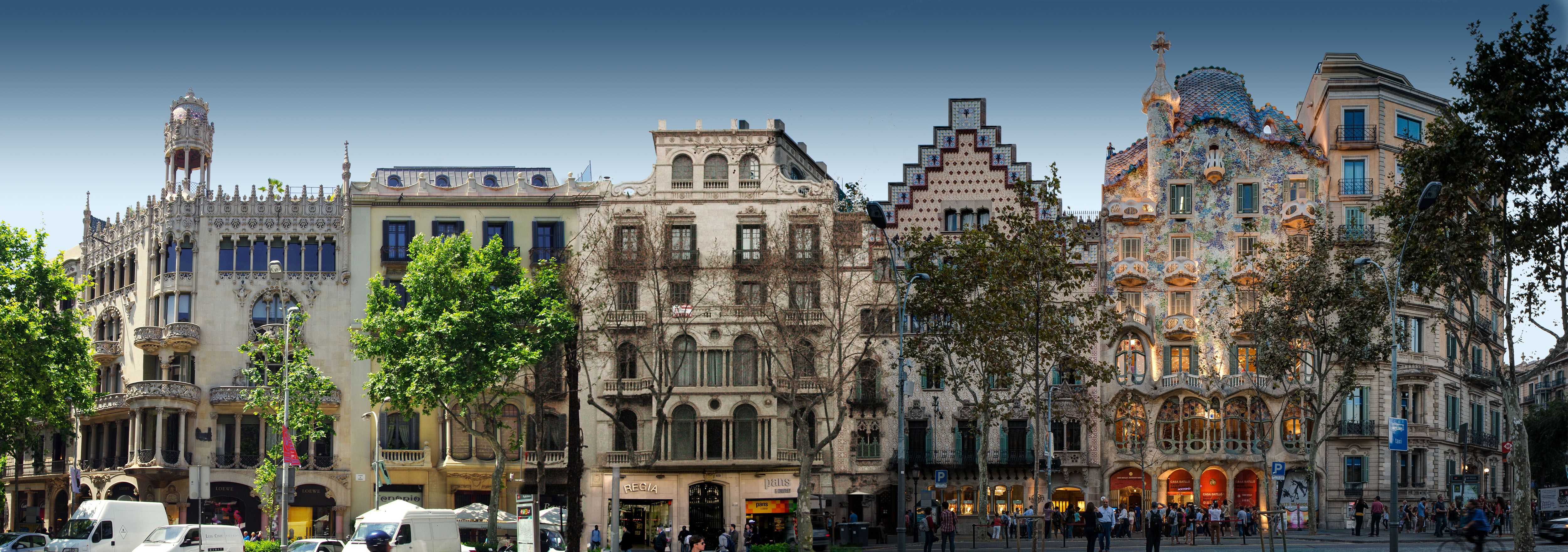
Widok ogólny

Illa de la Discòrdia (także hiszp. Manzana de la Discordia, pol. Kwartał Niezgody) – kwartał domów przy Passeig de Gràcia, w Barcelonie, w dzielnicy Eixample. Jego nazwa pochodzi od rozmieszczenia na nim trzech budynków modernistycznych, wzniesionych niezależnie od siebie przez trzech słynnych architektów tego okresu. Obiekty te nie tylko kontrastują ze sobą wzajemnie, ale wyróżniają się również spośród innych zabudowań w okolicy.
Cały kompleks znajduje się przy Passeig de Gràcia, między Carrer del Consell de Cent i Carrer d'Aragó. Trzy budynki, o których mowa powyżej, to:
- Casa Lleó Morera, według projektu Lluisa Domenecha i Montanera,
- Casa Batlló, według projektu Antonio Gaudiego,
- Casa Amatller, według projektu Josepa Puiga i Cadafalcha.
- Casa Mulleras
- Casa Bonet

Hiszpańska nazwa kwartału, Manzana de la Discordia, kryje w sobie grę słowną – manzana oznacza i kwartał domów, i jabłko. W ten sposób Kwartał Niezgody może równocześnie być mitologicznym Jabłkiem Niezgody rzuconym przez boginię Eris. Znaczenie to nieobecne jest w katalońskiej nazwie obiektu.